# 斯特凡一世 (保加利亚)

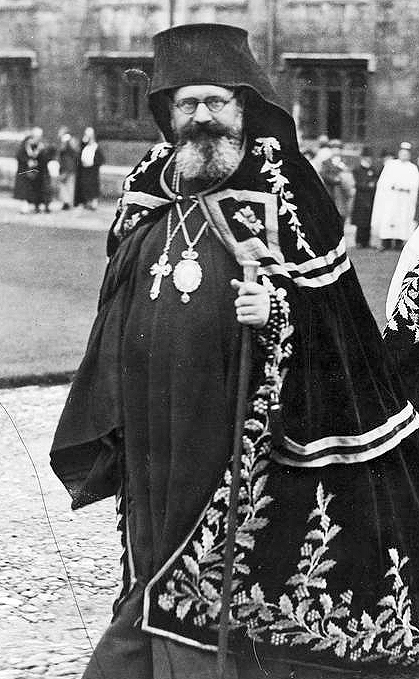
斯特凡一世

斯特凡一世（1878年9月19日—1957年5月12日）是保加利亚高级教士，1922年任索菲亚都主教，1945年起任保加利亚正教会督主教。第二次世界大战期间，他曾积极参与营救犹太人的行动，后获得以色列国际义人的称号。